# Lionel Potillon
Lionel Potillon, né le 10 février 1974 à Cluny (Saône-et-Loire), est un footballeur français.

## Biographie

### AS Saint-Étienne (1994-2001)
Lionel Potillon joue d'abord en juniors à l'US Cluny Football, le club de sa ville natale dont le tournoi porte aujourd'hui son nom, avant de rejoindre Louhans-Cuiseaux.
Formé à Louhans-Cuiseaux, Lionel Potillon est repéré en 1993 par l'AS Saint-Étienne. Après une saison en équipe réserve, Potillon débute en Division 1, le 29 juillet 1994 contre le Stade rennais (1-1).

### Paris SG (2001-2004)
Première des quatre recrues stéphanoises du mercato 2001, l’arrière gauche Lionel Potillon est une valeur sûre de D1 lorsqu’il débarque dans la capitale et arrive dans une équipe ambitieuse où il côtoie Ronaldinho, Nicolas Anelka ou encore Jay-Jay Okocha. 
Luis Fernandez, avec qui il s'entend bien, quitte Paris et beaucoup de joueurs s’en vont. Potillon hésite à en faire de même, mais le nouveau coach Vahid Halilhodžić le convainc de rester en prolongeant son contrat pour une durée de quatre ans. Potillon dispute les deux premières rencontres et recontacte le club espagnol pour partir une saison en prêt à San Sebastián dans le courant du mois d’août 2003.

#### Prêt à la Real Sociedad (2003-2004)
Prêté chez le vice-champion d'Espagne, il découvre la Ligue des champions et fait partie d'une défense composée de Kvarme, Rekarte et Schürrer.

### FC Sochaux (2004-2007)
Dans une défense composée de Souleymane Diawara, Sylvain Monsoreau, Omar Daf et Ibrahim Tall, il s'intègre dans le système à une vingtaine de reprises. Petit à petit, il perd sa place au profit du serbe Duško Tošić et des pépins physiques s'accumulent, lors des saisons 2005-2006 et 2006-2007, il ne joue que 18 matchs de Ligue 1. Il participe tout de même à l'épopée victorieuse du club en Coupe de France 2007.

### Reconversion (depuis 2007)
Au début de sa carrière, Potillon a accumulé les formations qui se présentent à lui : BTS Action commerciale, BEES 1er degré puis 2d degré, Diplôme d’attaché de presse et de chargé de communication, diplôme d’assurance de niveau 3 puis, sur la fin de sa carrière, le DEF (Diplôme d’Entraineur de Football). Immédiatement après sa retraite sportive, Lionel Potillon reprend ses études à l'Université de Rouen où il passe un Master de marketing et management du sport professionnel,. En parallèle, il revient à l'AS Saint-Étienne où il intègre le service marketing et développement du club. Il s'occupe de tout ce qui est merchandising, développement, relations avec les clubs amateurs de la région. Toute la partie événementielle également et aussi communication et organisation.
En 2010, Lionel Potillon est en passe de devenir l’adjoint de Christophe Galtier à la tête de l’équipe première mais refuse finalement pour motifs personnels, et quitte le club stéphanois. Potillon prend la direction de l'équipe de Chambœuf pour la saison 2010-2011.
Depuis octobre 2011, il est le dirigeant de l'Association ASSE Cœur-Vert. Il s’agit d’une association d’intérêt général (association loi de 1901) qu'il crée de toutes pièces avec la SASP ASSE Loire et le club de l’AS Saint-Étienne. Potillon occupe le rôle de directeur. Son rôle consiste à mettre en œuvre ou à soutenir des actions citoyennes, sociales ou caritatives; des associations de personnes malades ou de personnes handicapées; la promotion du sport amateur et encourager la valorisation du développement durable et la protection de l’environnement dans le département de la Loire et des collectivités limitrophes. L’objectif est de fédérer les principaux sponsors du club autour de ces projets afin de décupler les moyens mis à disposition par le club de l’ASSE,.
Passionné par l’aspect management au quotidien et la recherche permanente de l’amélioration du groupe, de la valorisation du potentiel de chaque joueur, Lionel Potillon souhaite à terme devenir responsable du centre de formation de l’AS Saint-Étienne. Il se sent « plus une âme de formateur que d’entraineur, repoussé par la pression exacerbée qui découle de chaque mauvais résultat et la rapidité à laquelle le travail de l’entraineur est remis en cause ».

## Statistiques
Ce tableau présente les statistiques de Lionel Potillon,.
| Saison                | Club                   | Championnat           | Championnat | Championnat | Coupe nationale | Coupe nationale | Coupe de la Ligue | Coupe de la Ligue | Compétition(s) continentale(s) | Compétition(s) continentale(s) | Compétition(s) continentale(s) | Total | Total |
| Saison                | Club                   | Division              | M.          | B.          | M.              | B.              | M.                | B.                | Comp.                          | M.                             | B.                             | M.    | B.    |
| 1994-1995             | AS Saint-Étienne       | D1                    | 28          | 1           | -               | -               | 1                 | 0                 | -                              | -                              | -                              | 29    | 1     |
| 1995-1996             | AS Saint-Étienne       | D1                    | 9           | 0           | -               | -               | -                 | -                 | -                              | -                              | -                              | 9     | 0     |
| 1996-1997             | AS Saint-Étienne       | D2                    | 31          | 0           | 1               | 0               | 1                 | 0                 | -                              | -                              | -                              | 33    | 0     |
| 1997-1998             | AS Saint-Étienne       | D2                    | 31          | 1           | 3               | 1               | -                 | -                 | -                              | -                              | -                              | 34    | 2     |
| 1998-1999             | AS Saint-Étienne       | D2                    | 32          | 0           | 2               | 0               | 1                 | 0                 | -                              | -                              | -                              | 35    | 0     |
| 1999-2000             | AS Saint-Étienne       | D1                    | 31          | 4           | 2               | 0               | 1                 | 0                 | -                              | -                              | -                              | 34    | 4     |
| 2000-2001             | AS Saint-Étienne       | D1                    | 28          | 4           | 2               | 0               | 2                 | 0                 | -                              | -                              | -                              | 32    | 4     |
| Sous-total            | Sous-total             | Sous-total            | 190         | 10          | 10              | 1               | 6                 | 0                 | -                              | 0                              | 0                              | 206   | 11    |
| 2001-2002             | Paris Saint-Germain    | D1                    | 25          | 0           | 3               | 0               | 2                 | 0                 | CI+C3                          | 7+3                            | 0+1                            | 40    | 1     |
| 2002-2003             | Paris Saint-Germain    | Ligue 1               | 26          | 0           | 5               | 1               | 1                 | 0                 | C3                             | 3                              | 0                              | 35    | 1     |
| 2003                  | Paris Saint-Germain    | Ligue 1               | 2           | 0           | -               | -               | -                 | -                 | -                              | -                              | -                              | 2     | 0     |
| Sous-total            | Sous-total             | Sous-total            | 53          | 0           | 8               | 1               | 3                 | 0                 | -                              | 13                             | 1                              | 77    | 2     |
| 2003-2004             | Real Sociedad (prêt)   | Liga                  | 20          | 0           | 1               | 0               | -                 | -                 | C1                             | 3                              | 0                              | 24    | 0     |
| 2004-2005             | FC Sochaux-Montbéliard | Ligue 1               | 19          | 1           | 3               | 0               | -                 | -                 | C3                             | 3                              | 0                              | 25    | 1     |
| 2005-2006             | FC Sochaux-Montbéliard | Ligue 1               | 8           | 0           | -               | -               | -                 | -                 | -                              | -                              | -                              | 8     | 0     |
| 2006-2007             | FC Sochaux-Montbéliard | Ligue 1               | 8           | 0           | 4               | 0               | 1                 | 0                 | -                              | -                              | -                              | 13    | 0     |
| Sous-total            | Sous-total             | Sous-total            | 35          | 1           | 7               | 0               | 1                 | 0                 | -                              | 3                              | 0                              | 46    | 1     |
| Total sur la carrière | Total sur la carrière  | Total sur la carrière | 298         | 11          | 26              | 2               | 10                | 0                 | -                              | 19                             | 1                              | 353   | 14    |

## Palmarès
Lionel Potillon remporte la Coupe du monde militaire en 1995 avec la sélection française.
En club il remporte le Championnat de France D2 en 1999 avec l'AS Saint-Étienne et la Coupe Intertoto en 2001 avec le Paris Saint-Germain. Il est également finaliste de la Coupe de France en 2003 avec le Paris SG, et il la remportera avec le FC Sochaux-Montbéliard en 2007.